# Anti-institutioneel extremisme

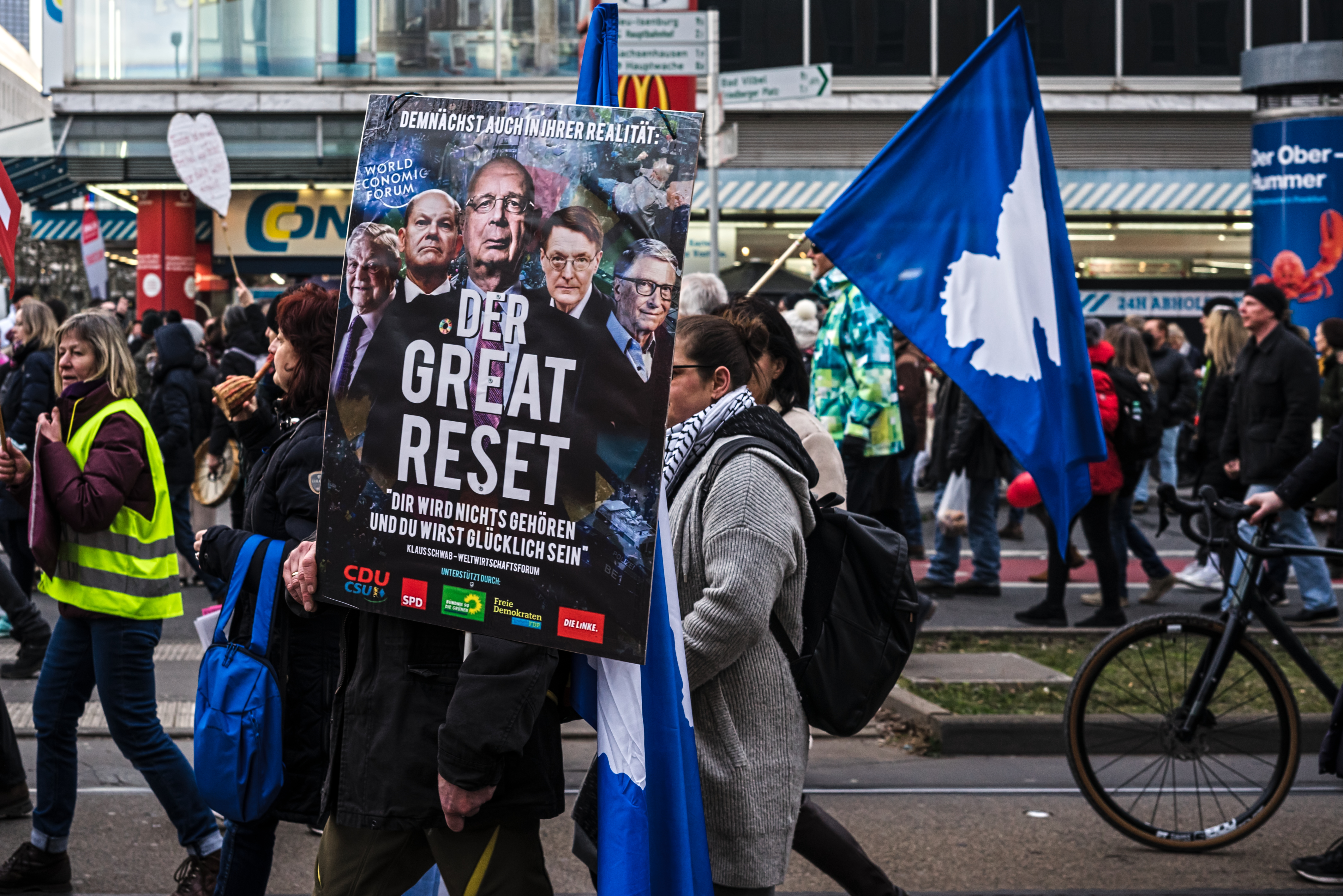
De Great Reset, een voorstel van het WEF om de wereldeconomie na de coronapandemie te resetten, wordt vaak geassocieerd met de overtuigingen van anti-institutioneel extremisten

Anti-institutioneel extremisme houdt in dat personen en groepen zich vanuit ideologisch motief specifiek richten tegen democratische instituties en processen. Deze personen en groepen zijn bereid om gewelddadige of niet-gewelddadige acties te ondernemen die de democratische regels en orde schaden.

## Nederland
Anti-institutioneel extremisten geven vanuit complottheorieën uiting aan hun wantrouwen tegenover verschillende instituties, waaronder de overheid. Kenmerkend voor deze groep is de boodschap dat in Nederland een kwaadaardige elite aan de macht is, die de vijand is van de Nederlandse bevolking. De extremistische beweging stelt dat deze kwaadaardige elite bij de overheid, rechtspraak, kranten en televisiezenders, wetenschap, grote bedrijven en de politie, uit is op totale wereldcontrole.
De AIVD ziet anti-institutioneel extremisme als gevaarlijk om twee redenen. Ten eerste bestaat het risico dat aanhangers uiteindelijk geweld plegen en rechtvaardigen en ten tweede kan het vertrouwen in de politie, rechterlijke macht, overheid en media afnemen door dergelijke samenzweringen. Er wordt door het AIVD geschat dat circa honderdduizend mensen in meer of mindere mate geloven in het anti-institutionele gedachtegoed.

## Duitsland
In Duitsland wordt de Reichsbürgerbeweging als anti-institutionele beweging gezien. Deze beweging bestrijdt de legitimiteit van de Bondsrepubliek Duitsland. In plaats daarvan erkennen vele aanhangers van de Reichsbürger het Duitse Rijk zoals dat tussen 1871 tot 1945 bestond. Het huidige democratische bestel zou na de Tweede Wereldoorlog door de geallieerde bezettingsmachten zijn opgedrongen, vinden zij.